# Gare d'Eidsvoll
La gare d'Eidsvoll se situe dans la commune d'Eidsvoll. La gare a été ouverte en 1998 après la mise en service de la Gardermobanen. La gare est le terminus du trafic régional. L'ancienne gare d'Eidsvoll qui était l'ancien terminus de la Hovedbanen n'est qu'à deux cents mètres de la nouvelle gare.

## Situation ferroviaire
La gare est située au (PK) 67,51 et à 127,2m d'altitude. Elle est à la fois un terminus de la première ligne de chemin de fer norvégienne (la Hovedbanen), un terminus de la ligne de Dovre et de la Gardermobanen dont la principale fonction est de relier le centre-ville d'Oslo à l'aéroport d'Oslo-Gardermoen.
La gare d'Eidsvoll a été la gare la plus au nord de Norvège jusqu'au 11 octobre 1880, date de l'ouverture de la Hedemarksbanen reliant Eidsvoll à Hamar.

## Histoire

### Première gare

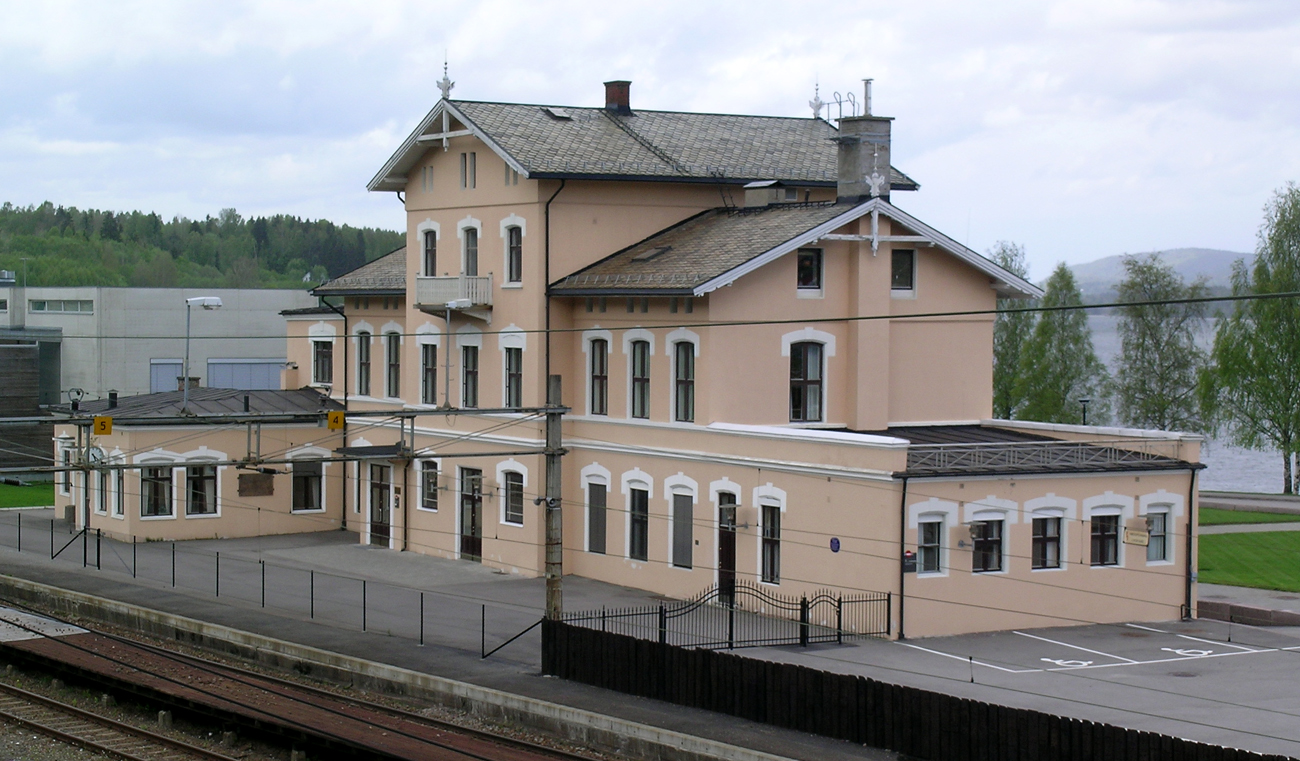
L'ancienne gare d'Eidsvoll (1878)

Située au (PK) 67,51 l'ancienne gare d'Eidsvoll était le terminus le plus au nord de la première ligne ferroviaire de Norvège, la Hovedbanen, ouverte en 1854 et qui reliait Kristiania à Eidsvoll.
La première gare était en fait un entrepôt pour les locomotives à vapeur, qui fut détruit par la suite. En 1858, un nouveau bâtiment fut construit avec un restaurant et un hôtel, mais il fut détruit par un incendie le 16 octobre 1877.
Le bâtiment que l'on peut voir encore aujourd'hui a été construit en 1878 par l'architecte Jacob Wilhelm Nordan. La gare a la même superficie et est quasiment identique à la gare précédente. Le bâtiment fonctionnait à la fois comme gare et comme hôtel pour le personnel. La gare fut fermée le jour de l'ouverture de la ligne Gardermobanen le 27 septembre 1998.

### Seconde gare
La nouvelle gare d'Eidsvoll se trouve au (PK)67.86 soit un peu plus au nord que l'ancienne gare. Elle est inaugurée le 27 septembre 1998, jour de la mise en service de la Gardermobanen et de la gare d'Eidsvoll Verk. À partir du 30 décembre 2003, elle n'a plus de personnel. La gare est agrandie en 2014.
De l'ouverture de la gare au 10 janvier 1999, les trains locaux s'arrêtaient encore à l'ancienne gare car toutes les voies n'étaient pas encore prêtes dans la nouvelle gare.

## Service des voyageurs

### Accueil
La gare possède un parking de 457 places (dont 6 pour les personnes à mobilité réduite) ainsi qu'un parking à vélo. La gare est équipée d'ascenseurs.
Les titres de transport peuvent s'acheter à la boutique Narvesen, située à l'intérieur de la gare. La boutique est ouverte du lundi au vendredi de 6h30 à 18h, le samedi de 9h à 15h30 et le dimanche de 13h à 18h. Il y a sinon des automates.
La gare a une salle d'attente qui est ouverte du lundi au dimanche de 4h45 à 0h30. Il y a également des aubettes sur les quais.

### Desserte
La gare est desservie par des trains moyennes distances et des trains locaux. Elle est d'ailleurs un des terminus d'une des lignes moyennes distances et de la ligne locale,.
Moyenne distance :
- R10 : Drammen-Oslo-Lillehammer
- R11 : Skien-Oslo-Eidsvoll

Trafic local :
- L12 : Kongsberg-Oslo-Eidsvoll

### Intermodalité
Une station de taxi et un arrêt de bus nommé Eidsvoll stasjon sont situés devant la gare.

## Patrimoine ferroviaire
L'ancienne gare est devenue une propriété privée mais les voies servent encore à entretenir du matériel. Il reste encore beaucoup de traces de l'activité ferroviaire du XIXe siècle.